# لیگامان دور دندانی
لیگامان دور دندانی یا لیگامان پریودنتال که معمولاً به اختصار PDL نامیده می‌شود، گروهی از رشته‌های بافت همبند تخصصی هستند که اساساً دندان را به استخوان آلوئولی که دندان درون آن قرار دارد متصل می‌کنند. این لیگامان از یک سو به سمنتوم ریشه و از سوی دیگر به استخوان آلوئولی متصل می‌شود.

## ساختار
لیگامان دور دندانی از الیاف اصلی، بافت همبند سست، سلول‌های بلاست و کلاست، فیبرهای اکسیتالان و بقایای سلولی مالاسز تشکیل شده است.

## عملکرد
لیگامان دور دندانی دارای عملکردهای حمایتی، حسی، تغذیه‌ای و بازسازی است.